# Премия TVyNovelas за лучшую операторскую работу
Премия TVyNovelas за лучшую операторскую работу (исп. Mejor dirección de cámaras) — престижная ежегодная награда лучшему оператору теленовелл производства телекомпании Televisa, присуждаемая в рамках премии TVyNovelas. Первая награда в этой номинации была вручена в 1988 году Хесусу Акунье Ли за съёмки теленовеллы «Путь к славе».

## Номинанты и победители
В списке приведены сведения о номинантах и победителях, сгруппированные по церемониям (годам) и десятилетиям. В таблицы включены имена операторов и названия теленовелл, за которые получена номинация.
Победители каждого года указаны первыми в списке, выделены полужирным шрифтом на золотом фоне.

### 1980-е
| Год  | Название теленовеллы | Оператор(ы)            |
| ---- | -------------------- | ---------------------- |
| 1988 | Путь к славе         | Хесус Акунья Ли        |
| 1989 | Грех Оюки            | Габриэль Васкес Булман |

### 1990-е
| Год  | Название теленовеллы              | Оператор(ы)                         |
| ---- | --------------------------------- | ----------------------------------- |
| 1990 | Моя вторая мама , Сладкое желание | Алехандро Фрутос                    |
| 1991 | Я покупаю эту женщину             | Хесус Акунья Ли                     |
| 1992 | Цепи горечи                       | Карлос Герра                        |
| 1993 | Потанцуй со мной                  | Патти Хуарес                        |
| 1995 | Полёт орлицы                      | Хесус Акунья Ли и Карлос Герра      |
| 1996 | Узы любви                         | Исабель Басурто и Алехандро Фрутос  |
| 1997 | Пылающий факел                    | Хесус Нахера Саро                   |
| 1998 | Эсмеральда                        | Хесус Акунья Ли и Карлос Герра      |
| 1999 | Узурпаторша                       | Хесус Нахера Саро и Мануэль Барахас |

### 2000-е
| Год  | Название теленовеллы | Оператор(ы)                             |
| ---- | -------------------- | --------------------------------------- |
| 2000 | Цыганская любовь     | Педро Дамиан и Карлос Санчес Росс       |
| 2001 | Первая любовь        | Карлос Санчес Росс и Вивиан Санчес Росс |
| 2009 | Железная душа        | Эктор Маркес и Бернардо Нахера          |
| 2009 | К чёрту красавцев    | Клаудио Лара и Армандо Сафра            |
| 2009 | Огонь в крови        | Мануэль Барахас и Хесус Акунья Ли       |

### 2010-е
| Год  | Название теленовеллы               | Оператор(ы)                                          |
| ---- | ---------------------------------- | ---------------------------------------------------- |
| 2010 | Очарование                         | Лино Гама Эскуинка                                   |
| 2010 | Удар в сердце                      | Армандо Сафра                                        |
| 2010 | Пока деньги не разлучат нас        | Луис Монрой                                          |
| 2016 | Не отпускай меня                   | Алехандро Фрутос Маса и Хорхе Амайя Родригес         |
| 2016 | Лучше умереть, чем быть как Личита | Даниэль Феррер и Алехандро Альварес                  |
| 2016 | Тень прошлого                      | Марко Винисио                                        |
| 2016 | Соседка                            | Бернардо Нахера и Виктор Сото                        |
| 2016 | Итальянка собирается замуж         | Вивиан Санчес Росс                                   |
| 2017 | Кандидатка                         | Армандо Сафра и Луис Родригес                        |
| 2017 | Сердце которое лжёт                | Марко Винисио, Оскар Моралес и Бернардо Нахера       |
| 2017 | Отель секретов                     | Вивиан Санчес Росс, Мануэль Барахас и Даниэль Феррер |
| 2017 | Без следа                          | Уолтер Дохнер и Луис Родригес                        |
| 2017 | Трижды Ана                         | Мануэль Барахас и Армандо Сафра                      |
| 2018 | Поддаться искушению                | Армандо Сафра и Луис Родригес                        |
| 2018 | Двойная жизнь Этелы Каррильо       | Мануэль Барахас и Алехандро Альварес                 |
| 2018 | Я признаю свою вину                | Алехандро Фрутос                                     |
| 2018 | У моего мужа есть семья            | Маурисио Мансано и Хилберто Масин                    |
| 2018 | Лучший папа среди мам              | Мануэль Барахас и Алехандро Альварес                 |
| 2019 | Семья моего мужа стала ещё больше  | Маурисио Мансано и Марта Монтуфар                    |
| 2019 | Дочери луны                        | Габриэль Васкес Булман и Хесус Нахера                |
| 2019 | Мама чемпиона                      | Уолтер Дохнер, Виктор Эррера и Луис Родригес         |
| 2019 | Like                               | Вивиан Санчес Росс и Даниэль Феррер                  |
| 2019 | Любовь вне закона                  | Бернардо Нахера и Маурисио Мансано                   |

## Рекорды и достижения
- Оператор, получивший наибольшее количество наград (4):
  - Хесус Акунья Ли
- Оператор, выигравший во всех своих номинациях (3):
  - Карлос Герра
- Оператор, имеющий самое большое количество номинаций (4):
  - Хесус Акунья Ли
- Оператор с самым большим количеством не выигранных номинаций (2):
  - Даниэль Феррер
- Операторы, победившие с самым маленьким интервалом между победами (1 год):
  - Армандо Сафра и Луис Родригес (Кандидатка, 2017 и Поддаться искушению, 2018)
- Оператор, победивший с самым большим интервалом между победами (4 года):
  - Хесус Акунья Ли (Путь к славе[исп.], 1988 и Я покупаю эту женщину, 1991)